# منتخب بوتسوانا لكرة القدم للسيدات
منتخب بوتسوانا لكرة القدم للسيدات (بالإنجليزية: Botswana women's national football team)‏ هو ممثل بوتسوانا الرسمي في المنافسات الدولية في كرة القدم للسيدات، يديريه اتحاد بوتسوانا لكرة القدم.